# Mehlberg (Naturschutzgebiet)
Mehlberg ist ein Naturschutzgebiet auf der Gemarkung des Lauda-Königshofener Stadtteils Königshofen im Main-Tauber-Kreis in Baden-Württemberg.

## Geschichte
Durch Verordnung des Regierungspräsidiums Stuttgart über das Naturschutzgebiet Mehlberg vom 14. Februar 1986 wurde ein Schutzgebiet mit 4,7 Hektar ausgewiesen.

## Schutzzweck
„Schutzzweck ist die Erhaltung der seltenen Fauna und Flora“ (LUBW) des Mehlbergs.

## Flora und Fauna
Es ist Trockenrasen mit reicher Flora und Fauna vorzufinden, insbesondere ein Biotop seltener Insekten.